# Stephen Brunauer
Stephen Brunauer (Budapest, 12 febbraio 1903 – Potsdam, 6 luglio 1986) è stato un fisico e chimico ungherese.

## Biografia
Nel 1921 emigrò negli Stati Uniti d'America, dove ottenne il suo dottorato di ricerca (nel 1933).

Rappresentazione schematica del modello di adsorbimento multistrato sviluppato da Brunauer, Emmett e Teller.

Nel 1938, assieme a Paul H. Emmett e Edward Teller, sviluppò un modello teorico per studiare le isoterme di adsorbimento, denominato "modello BET" dalle iniziali dei loro cognomi. Tale modello contemplava l'adsorbimento "multistrato", a differenza dei precedenti modelli che si riferivano al meccanismo "monostrato".
Nel 1940, assieme a Lola S. Deming, W. Edwards Deming e Edward Teller, sviluppò una classificazione delle isoterme di adsorbimento detta "classificazione BDDT" (anche questo acronimo deriva dalle iniziali dei cognomi degli scienziati che lo svilupparono); tale classificazione, che prevedeva 5 tipologie di isoterme di adsorbimento, verrà poi consigliata dalla IUPAC per una descrizione più completa del fenomeno di adsorbimento.

Rappresentazione delle 5 tipologie di isoterme secondo la classificazione BDDT, sviluppata da S. Brunauer, L.S. Deming, W.E. Deming e E. Teller. In ascissa è riportato il rapporto tra la pressione totale e la pressione parziale dell'adsorbente nel bulk del fluido, mentre in ordinata è riportata la capacità di adsorbimento (definita come il rapporto della massa di adsorbito rispetto alla massa di adsorbente).

Durante la seconda guerra mondiale operò all'interno della United States Navy, per la ricerca e lo sviluppo di nuovi esplosivi.
Nel 1951 ottenne il ruolo di direttore di ricerca alla Portland Cement Association.
Nel 1961 gli fu attribuito il premio "ACS Award in Colloid and Surface Chemistry" della American Chemical Society.
Nel 1965 fu nominato presidente del Dipartimento di Chimica del Clarkson College of Technology.
Fu il primo direttore del Clarkson's Institute of Colloid and Surface Science.
Nel 1973 fu nominato professore emerito e fu istituito in suo onore il "Premio Brunauer" dalla Clarkson University.

### Opere di Brunauer
- (EN) Stephen Brunauer, Physical Adsorption, Princeton, Princeton University Press, 1945.
- (EN) Stephen Brunauer, The Adsorption Of Gases And Vapors, vol. 1, Oxford University Press, 1943.
- (EN) Stephen Brunauer, Paul H. Emmett, Edward Teller, Adsorption of gases in multimolecular layers (PDF), in Journal of the American Chemical Society, vol. 60, febbraio 1938,  pp. 309-319.